# Rutilia caesia
Rutilia caesia là một loài ruồi trong họ Tachinidae.